# Медаль «За боротьбу в особливо важких умовах»
Медаль «За боротьбу в особливо важких умовах» — нагорода Української повстанської армії цивільним та військовим Краю за особливу працю для Українських Збройних Сил, у найважчий для підпільників період.

## Історія
Медаль була запроваджена постановою Української Головної Визвольної Ради від 6 червня 1948 року, в найважчий для підпільників період. Медаль була запроваджена для підтримання духу вояків УПА.
|  | З уваги на те, що в різних районах України багато учасників українського визвольно-революційного руху веде боротьбу проти московсько-більшовицьких окупантів в незвичайно важких умовах, — в умовах, що вимагають від революціонерів і повстанців просто надлюдських фізичних і моральних зусиль, — для відзначення особливої мужности таких революціонерів і повстанців та їхніх особливих заслуг для справи визволення України встановити окрему медалю «За боротьбу в особливо важких умовах» |

Медаллю нагороджували командири груп (ВО) УПА на основі дозволу Головного Командира УПА. Медаль отримували усі без винятку учасники визвольно-революційного підпілля, які під час другої більшовицької окупації впродовж щонайменше двох років боролися в особливо важких умовах..
У наказі ГВШ УПА ч. 1/48 зазначалося, що у справі введення медалі буде видана інструкція. Головний військовий штаб УПА 12 червня 1948 року в інструкції інформував, що право нагороджувати підпільників цією медаллю мало командуваня УПА-Північ та ВО-3 «Лисоня», інші групи цей дозвіл отримали дещо пізніше.
У квітні 1950 року Ніл Хасевич подав до Головного Командування УПА лист з проєктами нагород, який зберігається в архівах ЗП УГВР. Серед проєктів була і медаль «За боротьбу в особливо важких умовах». Ніл Хасевич був серед нагороджених медаллю «За боротьбу в особливо важких умовах».
Проєкт медалі було затверджено УГВР 30 червня 1950 року. Кур'єр від Головного Командування УПА поручник Іван Хома у жовтні 1950 року цей проєкт передав у ЗП УГВР. Зимою 1950—1951 років у Західній Німеччині було зроблено перші зразки нагород і вже у травні 1951 року член УГВР Василь Охримович доставив їх в Україну.
Від 1948 року включно по 1950 року в ВО-3 «Лисоня» було нагороджено 117 членів збройного підпілля. Головний командир УПА Василь Кук вказував, що ці медалі у 1952 році він мав при собі та ними нагороджував відзначених повстанців.

## Опис нагороди
Автор проєкту — Ніл Хасевич. Діаметр медалі — 30 мм. В основу нагороди покладено круг на якому вибитий напис — «За боротьбу в особливо важких умовинах». У центральній частині медалі зображено обрамлений тризуб, під ним схрещені мечі вістрями у верх.
Медаль носили на п'ятикутній колодці, обтягнутій стрічкою. Стрічка шириною 16 мм. Три блакитні смужки на жовтому тлі.